# Sandiaba Manjacque
Pour les articles homonymes, voir Santhiaba.
Sandiaba Manjacque est un village de la communauté rurale de Boutoupa CR, située dans l'arrondissement de Niaguis et le département de Ziguinchor, une subdivision de la région de Ziguinchor dans la région historique de Casamance dans le sud du pays.

## Géographie

### Population
| 1962                                                             | 1968 | 1975 | 1982 | 1990 | 1999 |
| ---------------------------------------------------------------- | ---- | ---- | ---- | ---- | ---- |
| 0                                                                | 0    | 0    | 0    | 0    | 0    |
| Nombre retenu à partir de 1962 : Population sans doubles comptes |      |      |      |      |      |